# مقتل مارك دوغان
وقعت وفاة مارك دوغان في 4 أغسطس 2011 خلال عملية للشرطة في توتنهام، لندن ، إنكلترا. يعتبر دوغان تاجر مخدرات يبلغ من العمر 29 سنة وهو عضو في إحدى العصابات، أطلق الرصاص عليه وقتل على أيدي ضباط الشرطة المسلحة خلال محاولة اعتقاله. أدى إطلاق النار عليه بشكل غير مباشر في أعمال شغب في توتنهام، والتي تلاها أعمال الشغب في إنكلترا عام 2011.

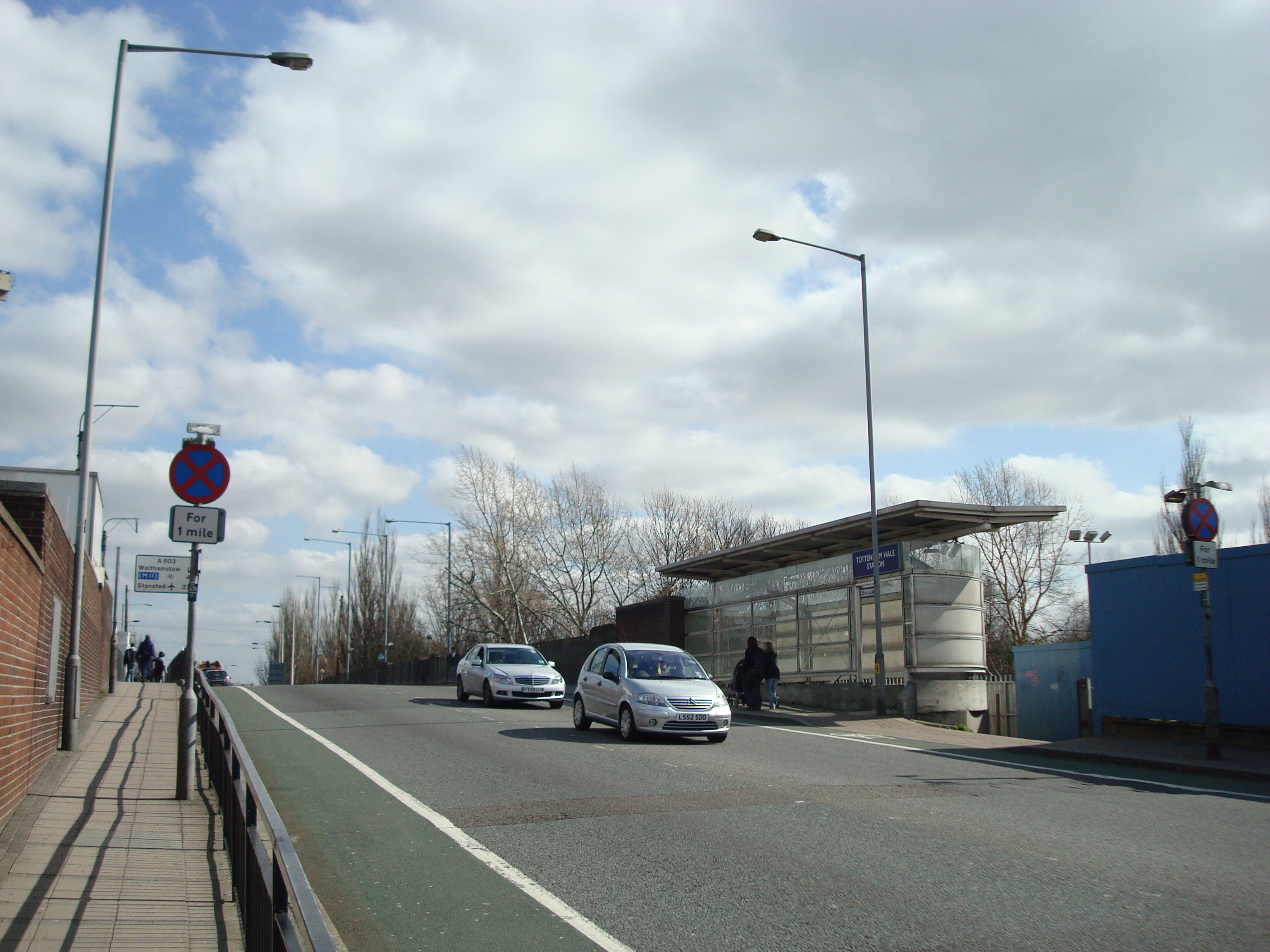
موقع إطلاق النار

1. ↑   https://webarchive.nationalarchives.gov.uk/ukgwa/20151002140930mp_/http://dugganinquest.independent.gov.uk/docs/Location_A.Bell.pdf. {{استشهاد ويب}}: |url= بحاجة لعنوان (مساعدة) والوسيط |title= غير موجود أو فارغ (من ويكي بيانات) (مساعدة)